# 650474 Chungchaocheng
650474 Chungchaocheng este o planetă minoră (asteroid) din centura de asteroizi. A fost descoperită pe 29 august 2008 la Lulin Observatory⁠(d) de . 
Obiectul prezintă o orbită caracterizată de o semiaxă mare de 3,1393646415782 UAi, o excentricitate de 0,073053319858239, o înclinație de 12,21074819398 ° în raport cu ecliptica.